# シウツ (サモア)
シウツ (Siutu) は、サモアのサバイイ島にある村。島の南東岸に位置し、パラウリ行政区に属する。人口は683人（2006年国勢調査）。
サモアの考古学において、村の貝塚からは、先史時代の史料が発見されている。